# Dacunju dimidiata
Dacunju dimidiata är en fjärilsart som beskrevs av Herrich-Schäffer 1855. Dacunju dimidiata ingår i släktet Dacunju och familjen påfågelsspinnare. Inga underarter finns listade i Catalogue of Life.